# Prăbușirea familiilor

The Fall of the Families (în română: Prăbușirea familiilor) este un roman SF de Phillip Mann publicat în 1987, o continuare a romanului Seniorul Paxwax din 1986, ambele formând seria/dipticul The Gardener (Grădinarul).

## Rezumat
The Fall of the Families este un roman în care extratereștrii asupriți se eliberează de sub conducerea oamenilor.

## Recepție
Dave Langford⁠(d) a revizuit The Fall of the Families în revista White Dwarf #92 și a declarat: „Concluzia este ciudat de satisfăcătoare, dar eram îndoielnic cu privire la unele manipulări psihologice pe parcurs”.

## Recenzii
- Recenzie de Dan Chow (1987) în revista Locus, #316 mai 1987
- Recenzie de Barbara Davies (1987) în revista Vector, #139
- Recenzie de John Clute (1987) în revista Interzone, #22 iarna 1987